# یواس‌اس فایرس (ای‌ام-۹۷)
یواس‌اس فایرس (ای‌ام-۹۷) (به انگلیسی: USS Fierce (AM-97)) یک کشتی بود که طول آن ۱۷۳ فوت ۸ اینچ (۵۲٫۹۳ متر) بود. این کشتی در سال ۱۹۴۲ ساخته شد.